# Вона (Вашингтон)
Вона (англ. Wauna) — переписна місцевість (CDP) в США, в окрузі Пірс штату Вашингтон. Населення — 4421 особа (2020).

## Географія
Вона розташована за координатами 47°22′59″ пн. ш. 122°40′10″ зх. д. / 47.38306° пн. ш. 122.66944° зх. д. (47.383066, -122.669385).  За даними Бюро перепису населення США в 2010 році переписна місцевість мала площу 16,64 км², з яких 16,51 км² — суходіл та 0,13 км² — водойми.

## Демографія
Згідно з переписом 2010 року, у переписній місцевості мешкало 4186 осіб у 1570 домогосподарствах у складі 1199 родин. Густота населення становила 252 особи/км².  Було 1702 помешкання (102/км²).
Расовий склад населення:
| - 90,5 % — білих - 2,3 % — азіатів - 0,9 % — чорних або афроамериканців - 0,6 % — корінних американців - 0,5 % — вихідців з тихоокеанських островів - 1,0 % — осіб інших рас |

До двох чи більше рас належало 4,2 %. Частка іспаномовних становила 3,7 % від усіх жителів.
За віковим діапазоном населення розподілялося таким чином: 23,3 % — особи молодші 18 років, 63,9 % — особи у віці 18—64 років, 12,8 % — особи у віці 65 років та старші. Медіана віку мешканця становила 41,0 року. На 100 осіб жіночої статі у переписній місцевості припадало 101,2 чоловіків;  на 100 жінок у віці від 18 років та старших — 100,0 чоловіків також старших 18 років.
Середній дохід на одне домашнє господарство  становив 84 528 доларів США (медіана — 71 922), а середній дохід на одну сім'ю — 93 807 доларів (медіана — 76 938). За межею бідності перебувало 10,3 % осіб, у тому числі 14,8 % дітей у віці до 18 років та 2,6 % осіб у віці 65 років та старших.
Цивільне працевлаштоване населення становило 1923 особи. Основні галузі зайнятості: освіта, охорона здоров'я та соціальна допомога — 20,9 %, роздрібна торгівля — 18,5 %, публічна адміністрація — 8,9 %, будівництво — 8,1 %.